# 三水区
三水区是中国广东省佛山市的一个市辖区，位于广东省的中部偏西、佛山市境西北部，地處珠三角的腹地，因西江、北江、綏江彙流境內而得名。三水是著名的僑鄉，現居港澳台及海外的三水籍人士有20多萬人，區人民政府駐西南街道人民三路139號。
三水區轄區域內有三水港、西南口岸2個貨運進出口碼頭。製造業基礎雄厚，是全國重要的汽車零部件、醫療器械、自動化機械及設備、電子電器、電子電工、飲料食品生產基地。被譽為“中國首個富裕型長壽之鄉”“中國飲料之都”。

## 歷史
- 三水区白坭镇银洲贝丘遗址证明，早在4000多年前的新石器时代，三水已經有人类居住活动。
- 秦代至明朝中期（公元前221年至公元1525年）分別屬高要縣、番禺縣和南海縣管轄。
- 公元1526年6月10日（明嘉靖五年五月癸未）始置三水縣[3]，因位置處於西江、北江和綏江三江匯流縣境，取「三水合流」之意而得名。
- 1959年3月2日，三水縣被併入南海縣。1960年9月30日，恢復三水縣建制。1993年3月29日，撤縣建市（縣級）。2002年12月8日，中華人民共和國國務院批准調整佛山市行政區劃：撤銷縣級三水市，設立佛山市三水區。2003年1月8日，三水區正式掛牌成立，成為佛山市五個轄區之一[3]。

## 行政区划
三水区下辖2个街道办事处、5个镇：
西南街道、云东海街道、大塘镇、乐平镇、白坭镇、芦苞镇和南山镇。

## 地理
三水區地處珠江三角洲西北角，是珠三角通往粵西、粵西北和大西南地區的咽喉要衝，東鄰廣州市花都區，東南與佛山市南海區相連，西北與肇慶市四會市交界，北接清遠市清新區，西南與肇慶市高要區、佛山市高明區隔西江相望。毗鄰珠三角大中城市群及港、澳地區，距廣州30公里、香港230公里、澳門195公里。
三水區的區域形狀狹長，南北最長為68公里，東西最寬為30.1公里，地勢自西北向東南傾斜，主要為丘陵、台地、平原區，且多積水洼地，西北多高丘，最高峰西平嶺海拔591米，東南多沖積平原及低丘。北江和西江在河口交匯。

## 交通
三水水陸空交通便利。
- 铁路：广茂铁路、南廣高鐵、貴廣高鐵、廣肇城際鐵路
- 公路： 240国道、 321国道、 324国道、 沈海高速、 二广高速、 广昆高速、 珠三角环线高速橫貫全境。
- 水运：擁有西江、北江、绥江3条水道，有可營造300～5000噸位碼頭的岸線近100公里，設有三水海關和可靠泊3000噸級船舶的大型港口三水港，每日有貨輪往返港澳。
- 地鐵：建设中的佛山地铁4号线经过三水区。
- 公交
  1. 区级公交：设有54条路线（601-681,233,271），可通往三水区内各镇街及南海区内部分镇街。西南街道内上车投币2-4元，超出西南街道实行分段收费，营运时间：06:00——22:30。
  2. 镇街公交：设有24条路线，可通往镇街内各自然村，西南街道、白坭镇、乐平镇、大塘镇、芦苞镇、南山镇均设有镇巴，实行分段收费，营运时间：06:30——22:30。
  3. 佛山城巴：设有10条路线，可通往禅城区、南海区、顺德区、高明区，实行分段收费，营运时间：06:00——21:00。
  4. 广佛城巴：设有3条路线，可通往广州市荔湾区、白云区，实行分段收费，营运时间：05:20——19:10。

## 氣候
1月份均溫14℃，7月均溫30℃。年降水量1687毫米。

## 自然資源
三水區自然資源有石油、天然氣、煤、硫鐵、油母頁岩、石膏、石灰石、泥炭土、陶瓷土、玻璃砂、岩鹽等礦藏；野生動物有野豬、豪豬、果子狸、穿山甲、禾花雀、山雞、貓頭鷹、水鴨等；林木則有木棉、榕、樟、格木、柚木、苦楝、馬尾松等；另有優質礦泉水。

## 人口
2008年全区总户数為124,082户，总人口390,254人；全区百岁以上寿星99人。2011年全区常住人口為625,375人，其中户籍人口397,150人，户籍人口全部为非农业人口。
居民绝大部分为汉族，占总人口99.7%以上；其余为壮、瑶、满、土家、回、侗、藏、苗、土、黎、布依、蒙古、朝鲜、仡佬、彝、白、傣、毛南、京等民族。
大部分地区讲粵語广州話，大塘镇六和片多数村落讲客家话，约占总人口的3%。
2021年，三水區常住人口80.92萬人，户籍總人口47.91萬人。

## 經濟
三水區是廣東省主要產糧區之一，主種稻，其次為玉米、甘薯、甘蔗、花生、水果、蔬菜、中藥材等，盛產塘魚及河鮮。工業有建材、紡織、食品、化工、機電、飲料等，「健力寶」是著名飲料產品。
2016年國內生產總值1092億。
三水區在2016年度在全國中小城市綜合實力100強評比中，排名第36位，5個鎮（街道）全部入圍全國小城鎮綜合發展指數測評排名中的千強鎮。

## 特產
特產有西南醬油、貓兒坑西瓜、三紅馬蹄、大塘三黃雞、南邊白雞、白坭黑皮冬瓜、大路竇明蝦、彭灶豆腐等。

## 著名品牌
- 李宁服装厂：1988年汉城奥运会后，著名运动员李宁退役，在健力宝董事长李经纬的支持下，健力宝与李宁及一家新加坡企业成立健力宝运动服装公司，李宁出任总经理。1996年初，李宁将公司总部从广东迁到北京，并更名为李宁运动服装公司，彻底告别了健力宝。在随后的十几年间，“李宁牌服装”壮大成为中国屈指可数的运动品牌之一。
- 强力啤酒：1987年三水县啤酒厂更名强力啤酒厂，年产逾50000吨。
- 金嗓可乐：1986年三水县食品厂研制的保健饮料，1988年销量近1200吨。
- 暖美威牌羊毛衫：三水县羊毛衫厂名牌产品，曾获省优、部优称号。
- 佳力牌镉镍电池：出口量曾在全国同行业中居於首位。
- 三虎牌、三鹿牌水泥：曾获得省优、部优等称号。
- 芦苞从心泉腊味：历史已超过70年，制作的腊肠、腊肉和腊鸭，兴盛时曾远销新加坡等地。
- 西南酱油厂：三和酱园、三兴酱园、矩隆酱园、信昌酱园、又成酱园是三水规模较大的酱园，其后五家酱园合并成西南酱油厂。

## 文化
由三水區文化廣電新聞出版局於2007年1月31日公佈「三水區第一批非物質文化遺產代表作名錄」，包括粵曲星腔、水上婚禮、黃塘狗肉宴、紅頭巾、上塘竹編、搶炮、龍形拳、華僑民間風情舞、賽龍舟、八音鑼鼓、薩其馬。
粵語地區流行一些取笑三水人的歇後語，例如三水佬走馬燈，三水佬考狀元（得個少個），三水佬食麪，等等。

## 教育
全区现有大学1所（即广东财经大学三水校区）、开放大学1所、中等职业技术学校2所、业余体校1所、特殊教育学校1所、公办中小学校57所（普通高中3所、初级中学14所、小学40所）、民办学校15所（其中完全中学1所、职业学校2所、义务教育阶段学校12所）。

## 旅遊景點
- 宋代蘆苞祖廟
- 明代魁崗文塔
- 三水荷花世界
- 三水森林公園，內有大臥佛、孔聖園、三水森林赛车会等景區与游玩项目。
- 昆都山郊野公園（2019年開放，在西南街道江根村）